# バンドゥーシア (小惑星)
バンドゥーシア (597 Bandusia) は小惑星帯に位置する小惑星である。ハイデルベルクでマックス・ヴォルフによって発見された。
イタリアのプッリャ州にある泉にちなんで命名された。